# Yao Tong
Pour les articles homonymes, voir Yao.
Dans ce nom chinois, le nom de famille, Yao, précède le nom personnel Tong.
Yao Tong est une pongiste chinoise née le 24 décembre 1987. Arrivée en France en 2009, elle évolue au sein du Championnat de France Pro A de tennis de table dans le club de Lille Métropole. Elle s'est illustrée lors de la saison 2009/2010 du Critérium fédéral en remportant le 1er tour, puis en montant sur la deuxième et troisième marche du podium aux tours suivants. 
Elle est classée 17e joueuse française dans un classement comportant aussi bien les joueuses de nationalité française que les joueuses étrangères évoluant dans le championnat français. Elle ne figure pas dans le classement mondial, la sélection des joueuses chinoises sur le circuit international ITTF étant trop rigoureuse.